# Arc International
Arc International — французский производитель посуды. Штаб-квартира расположена в городе Арк (департамент Па-де-Кале).

## Продукция

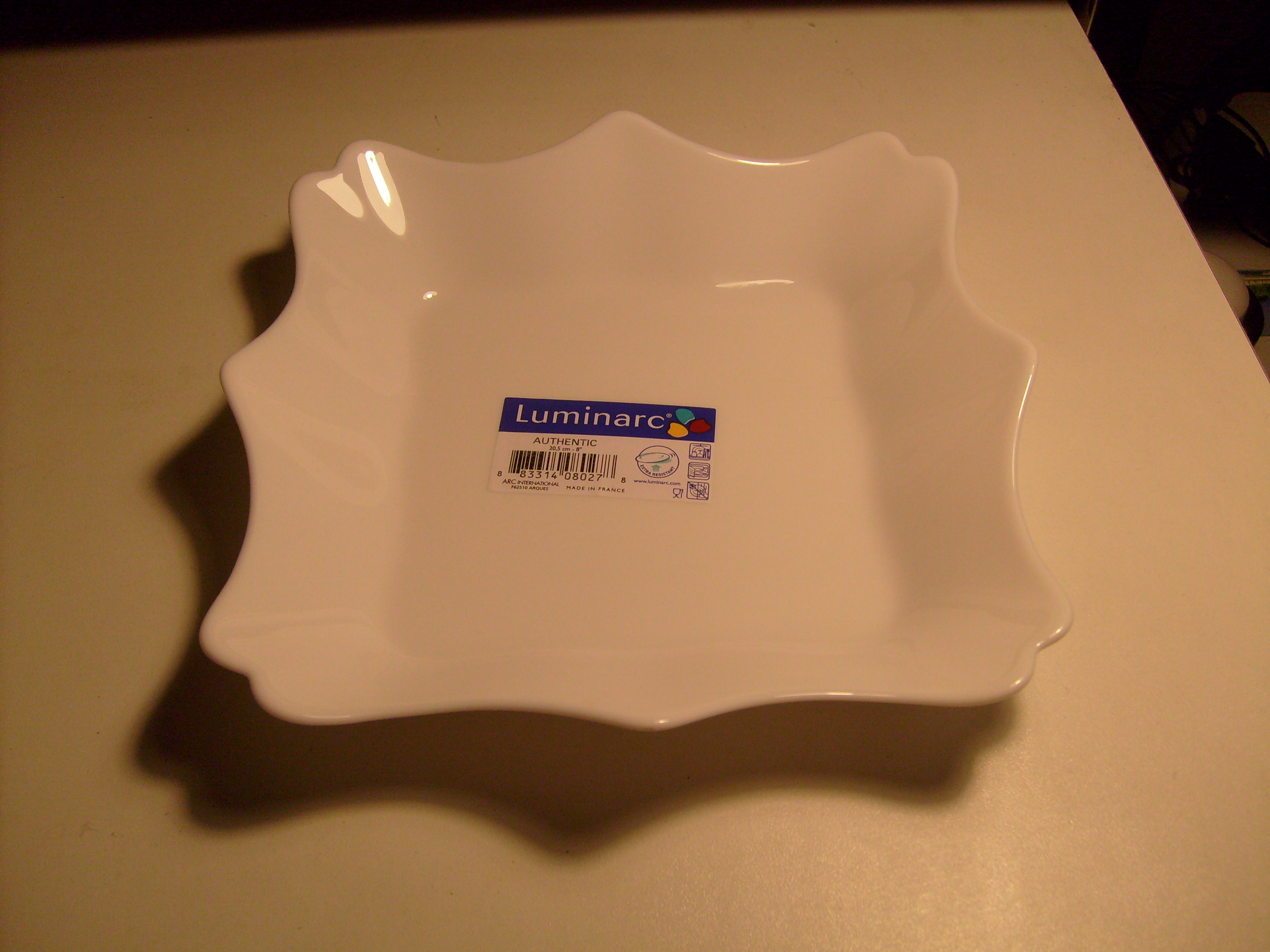
Ударопрочная тарелка Luminarc

Компания выпускает посуду и изделия из стекла под следующими торговыми марками:
- Luminarc (с 1948 года, ударопрочная посуда)
- Arcoroc (1958[1], рестораны)
- Arcopal (1958)
- Cristal d’Arques (1963)
- Longchamps (1968)
- Pyrex (по лицензии в Европе с 2005 года, изделия из боросиликатного стекла).
- Chef & Sommelier (2007)
- ОСЗ (2011)